# Тотоешти (Јаши)
Тотоешти (рум. Totoești) насеље је у Румунији у округу Јаши у општини Ербичени. Oпштина се налази на надморској висини од 71 m.

## Становништво
Према подацима из 2002. године у насељу је живело 1724 становника, од којих су сви румунске националности.